# Arp-Madore 1
Arp-Madore 1 (též AM1 či E1) je kulová hvězdokupa v souhvězdí Hodin nacházející se ve vzdálenosti 401 800 světelných let od Země. Objevili ji američtí astronomové Halton Arp a Barry F. Madore v roce 1979, když hledali pekuliární galaxie pomocí Schmidtova teleskopu ve Velké Británii. Jedná se o nejvzdálenější známou kulovou hvězdokupu v Mléčné dráze. I když se nachází ve vzdálenosti 401 800 světelných let od jádra Galaxie, stále je s Mléčnou dráhou gravitačně svázána.